# Sala Rusiñol
La Sala Rusiñol és una galeria d'art fundada l'any 1986 per Ignasi Cabanas a Sant Cugat del Vallès. La sala exposa artistes reconeguts que conreen la tradició de la pintura figurativa tot obrint-se a l'ampli marge que va del realisme a la nova figuració.
La sala es va inaugurar el dia 13 de maig de 1986. Des de la seva fundació s'hi han fet aproximadament unes quatre-centes exposicions, i hi han passat més de dos-cents pintors, entre els quals destaquen Carles Nadal, Joan Abelló, Ramon Aguilar i Moré, Benet Sarsanedas, Jesús Casaus, Miquel Cabanas o Josep Grau-Garriga. Entre la darreria del 2010 i mitjans de 2011 va celebrar el 25è aniversari d'activitat cultural amb un seguit d'actes, exposicions i publicacions que recollien aquest quart de segle de dedicació a l'art. L'exposició que va cloure la celebració va incloure cinquanta obres de cinquanta artistes que han tingut alguna relació amb la sala durant aquests vint-i-cinc anys d'història.